# Lautém (municipalité)
Lautém est une municipalité du Timor oriental. La capitale est Lospalos.

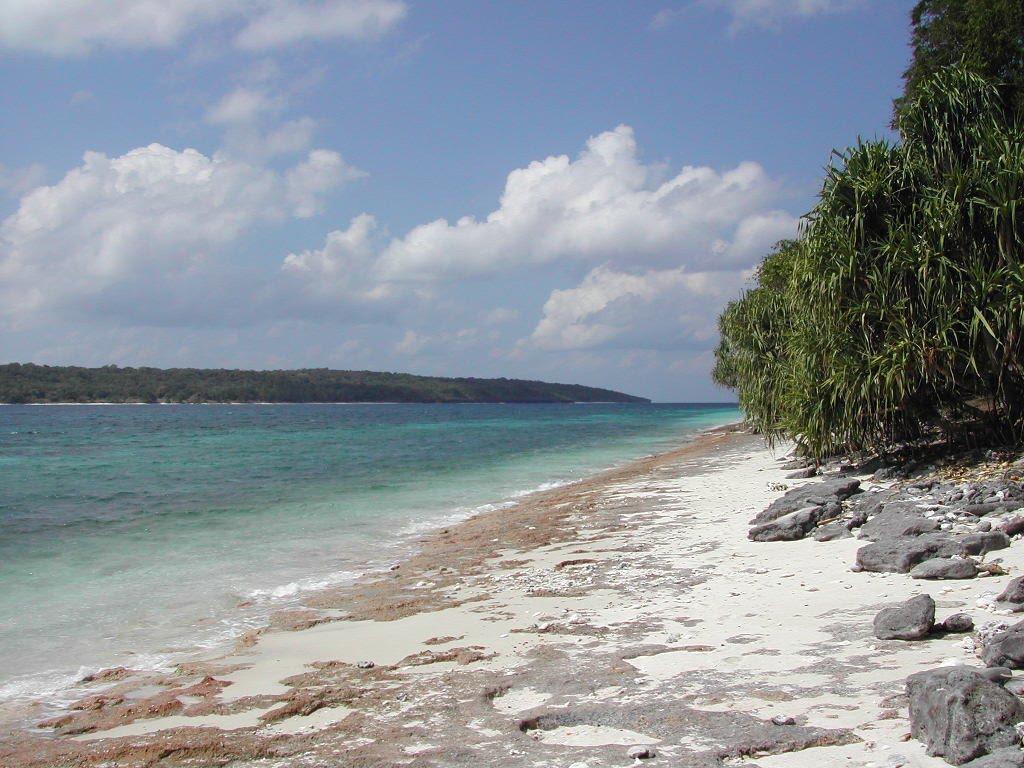
Plage de Valu, Tutuala

Il est lui-même divisé en 5 postes administratifs :
- Iliomar ;
- Lautém, avec le village de Lautém ;

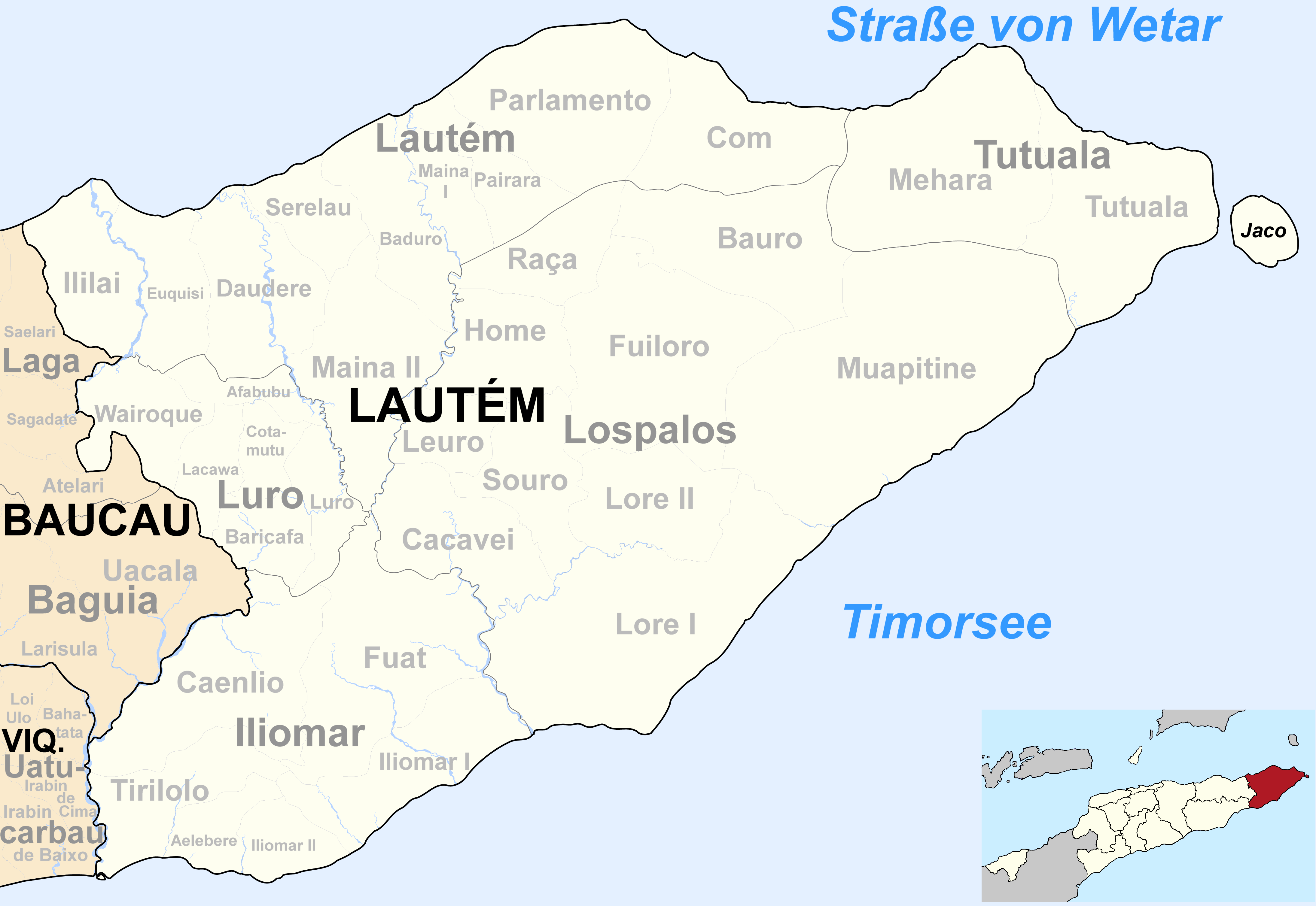
Subdivisions de municipalité

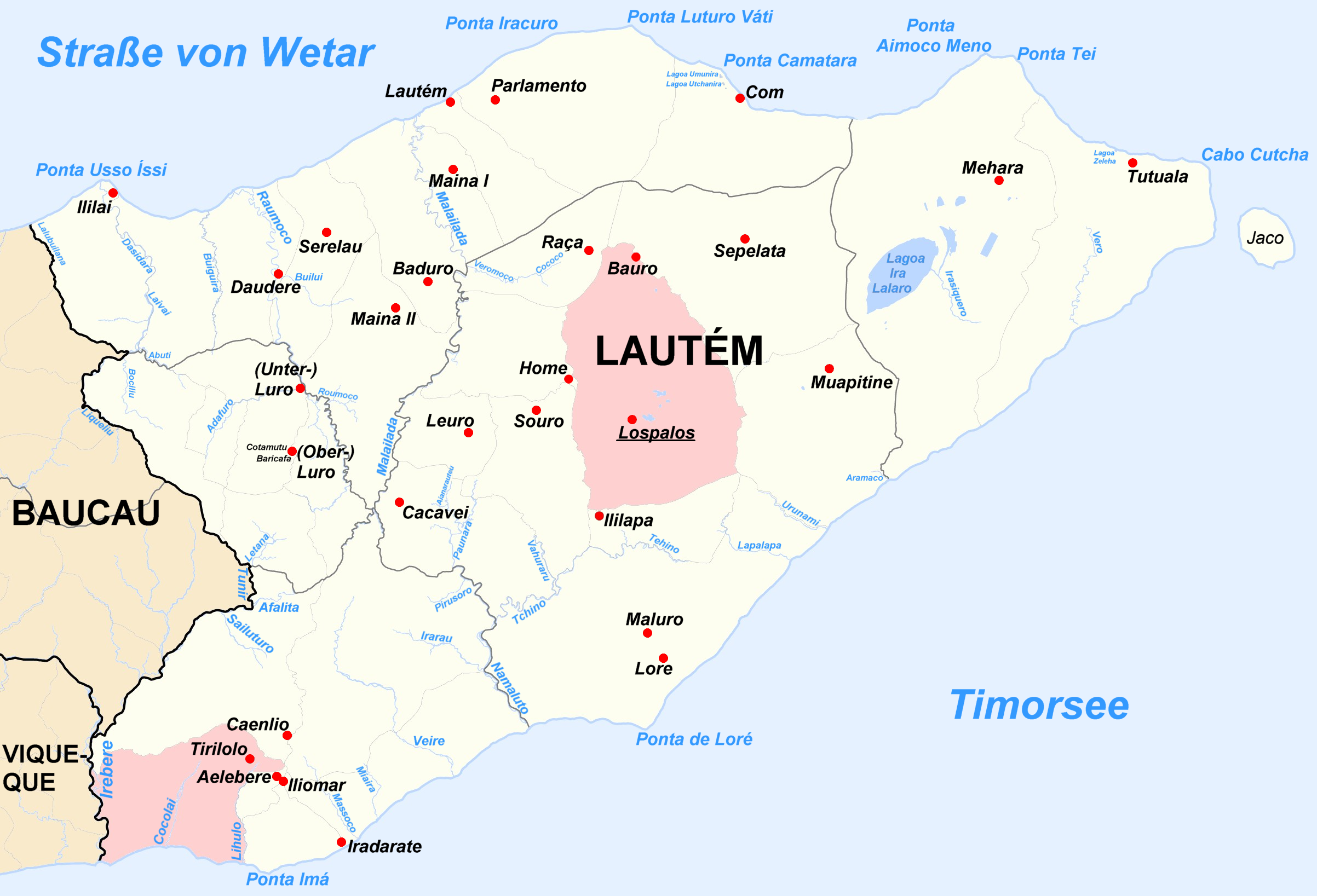
Villes et rivières de Lautém

- Lospalos ;
- Luro ;
- Tutuala.